# Klaus Heller (Historiker)
Klaus Heller (* 18. Dezember 1937 in Bad Salzungen; † 12. Juli 2023) war ein deutscher Historiker.

## Leben
Klaus Heller studierte Geschichte, Germanistik und Slawistik an den Universitäten Würzburg und Tübingen (1959–1965) (erstes Staatsexamen für das Lehramt an Gymnasien in Geschichte, Deutsch und Russisch (1965), Referendarausbildung (1965–1967), zweites Staatsexamen (1967)). Von 1970 bis 1976 war Heller wissenschaftlicher Assistent am Institut für Geschichte, Abt. Osteuropäische und Zeitgeschichte, der Universität Erlangen-Nürnberg. Stipendiat der Deutschen Forschungsgemeinschaft (1976–1978). Nach längeren Forschungsaufenthalten in Amsterdam, Helsinki, Moskau und Leningrad, der Promotion 1973 in Erlangen und der Habilitation 1978 ebenda lehrte er seit 1981 als Professor für Osteuropäische Geschichte in Erlangen-Nürnberg und seit 1988 an der Universität Gießen. Seit April 2003 war er emeritiert. Am  12. Juli 2023 verstarb Klaus Heller im Alter von 85 Jahren.
Hellers Forschungsschwerpunkte waren die Wirtschafts- und Sozialgeschichte Russlands, insbesondere die Unternehmer- und Unternehmensgeschichte, sowie die vergleichende Zivilisations- und Kulturgeschichte Russlands und Asiens vom 10. bis zum 20. Jahrhundert.

## Schriften (Auswahl)
- Revolutionärer Sozialismus und nationale Frage. Das Problem des Nationalismus bei russischen und jüdischen Sozialdemokraten und Sozialrevolutionären im Russischen Reich bis zur Revolution 1905–1907 (= Erlanger historische Studien. Band 2). Lang, Frankfurt am Main u. a. 1977, ISBN 3-261-02267-1 (Zugleich: Erlangen-Nürnberg, Universität, Dissertation, 1973).
- Der russisch-chinesische Handel von seinen Anfängen bis zum Ausgang des 19. Jahrhunderts (= Erlanger Forschungen. Reihe A: Geisteswissenschaften. Band 27). Universitätsbund Erlangen-Nürnberg u. a., Erlangen 1980, ISBN 3-922135-13-7.
- Die Geld- und Kreditpolitik des Russischen Reiches in der Zeit der Assignaten. (1768–1839/43) (= Quellen und Studien zur Geschichte des östlichen Europa. Band 19). Steiner, Wiesbaden 1983, ISBN 3-515-03313-0 (Zugleich: Erlangen-Nürnberg, Universität, Habilitations-Schrift, 1975).
- Die Normannen in Osteuropa (= Osteuropastudien der Hochschulen des Landes Hessen. Reihe 1: Giessener Abhandlungen zur Agrar- und Wirtschaftsforschung des europäischen Ostens. Band 195). Duncker und Humblot, Berlin 1993, ISBN 3-428-07697-4.